# Matt Goncalves
Matthew Dylan Goncalves (Manorville, 26 gennaio 2001) è un giocatore di football americano statunitense che milita nel ruolo di offensive tackle per gli Indianapolis Colts della National Football League (NFL).

## Carriera universitaria
Goncalves passò la sua prima stagione a Pittsburgh nel 2019 come redshirt, potendo cioè allenarsi con la squadra ma non scendere in campo. Nel 2020 disputò 9 partite, di cui 3 come titolare, venendo premiato come Frehsman All-American.
Nel 2021 Goncalves disputò 13 partite, di cui 5 come titolare. L’anno successivo giocò tutte le 13 gare come titolare, 5 come tackle sinistro e 8 sul lato destro. Nell’ultima stagione disputò solamente tre partite, prima di subire un infortunio che pose fine alla sua carriera nel college football.

## Carriera professionistica

### Indianapolis Colts
Goncalves fu scelto nel corso del terzo giro (79º assoluto) del Draft NFL 2024 dagli Indianapolis Colts. Debuttò come professionista subentrando nella gara del primo turno contro gli Houston Texans. La sua prima stagione si chiuse disputando tutte le 17 partite, di cui 8 come titolare.